# Tilly Losch
Tilly Losch   (Viena, 15 de novembre de 1903 - Nova York, 24 de desembre de 1975) coneguda professionalment com a Tilly Losch, va ser una ballarina, coreògrafa, actriu i pintora austríaca que va viure i treballar la major part de la seva vida als Estats Units i al Regne Unit.

## Adolescència
Nascuda a Viena en una família jueva, Losch va estudiar ballet des de la infància a l'Òpera de Viena, debutant el 1913 al "Wiener Walzer" de Louis Frappart el 1885. Es va convertir en membre del cos de ballet l'1 de març de 1918 i corifeu tres anys després. El seu primer paper en solitari va ser la xinesa Lady Doll a Die Puppenfee, de Josef Hassreiter. El mestre de ballet Heinrich Kroeller i el codirector de l'Òpera, el compositor Richard Strauss, la van ascendir a solista l'1 de gener de 1924. Va ballar de manera destacada en nous ballets de Kroeller, Georgi Kyaksht i Nicola Guerra. Fora de l'Òapera, Losch va fer classes de dansa moderna amb Grete Wiesenthal i Mary Wigman, i va interpretar papers dramàtics i de moviment en teatres vienesos, al Festival de Salzburg i a la producció d'A Reushardt de Max Reinhardt de 1924, A Midsummer Night's Dream, coreografiant també l'obra de William Shakespeare. Losch va renunciar a l'Òpera de Viena el 31 d'agost de 1927 per treballar més amb Reinhardt al Festival de Salzburg i a la ciutat de Nova York. També va coreografiar Everyman de Reinhardt i Danton's Death.
Losch va debutar a Londres el 1928 a la producció de Cochran de la revista musical This Year of Grace de Noël Coward i, durant els propers anys, va treballar a Londres i Nova York com a ballarina i coreògrafa. A Nova York va ballar a The Band Wagon amb Fred Astaire i la seva germana Adele Astaire el 1931. Reinhardt la va animar a ampliar-se i va creure que també podia actuar; la part de Losch es va reescriure per a proporcionar-li l'únic diàleg parlat de la producció (The Lord's Prayer) que va recitar amb un efecte dramàtic.

## Primer matrimoni
El primer marit de Losch, el milionari angloamericà i mecenes de les arts surrealistes, Edward James, va fundar per a ella una companyia de ballet: "Les Ballets 1933", que va actuar a Londres i París. George Balanchine, que havia conegut a Berlín el 1924 i que la va ajudar amb algunes de les seves coreografies, va ser director artístic i ell va coreografiar tot el repertori. La seva obra més popular va ser The 7 Deadly Sins amb la música de Kurt Weill i el text de Bertolt Brecht. Losch va ballar el paper principal (una figura doble) i Lotte Lenya el va cantar. Tom Mitford (l'honorable Thomas Mitford, germà de les germanes Mitford) va ser descrit com l'amant habitual de Tilly durant aquest matrimoni. James va divorciar-se de James el 1934, després de ser acusat per ell d'adulteri amb el príncep Serge Obolensky, un executiu hoteler rus-americà; el seu vestit, en què deixava clar que el seu marit era homosexual, fracassà.
Un recordatori permanent de Tilly Losch es va poder veure a l'antiga casa d'Edward James a Monkton, a la seva finca de West Dean. Les seves petjades "mullades" es van teixir a la catifa de l'escala de cargol. Quan Tilly va sortir del bany, deixant enrere un rastre d'empremtes humides mentre pujava les escales de cargol, Edward va encarregar posteriorment la catifa amb el motiu teixit com a mostra del seu amor per ella. Després del seu divorci, Edward va traslladar la catifa a "West Dean House" (ara West Dean College, on encara es pot veure) substituint-la a Monkton per una catifa similar feta amb la petjada del seu gos.

## Drama i cinema
Losch apareix al tràiler de la pel·lícula
La bona terra (1937).
Losch va estendre la seva obra al drama i va aconseguir la seva major popularitat a Anglaterra. El seu èxit escènic la va portar a les pel·lícules de Hollywood. Va aparèixer en diverses produccions cinematogràfiques, com ara Limelight (1936), The Garden of Allah (1936), The Good Earth (1937) i Duel in the Sun (1946). La seva coreografia es va veure a Song of Scheherazade (1947). Insatisfeta amb el paper secundari, va continuar treballant com a ballarina i coreògrafa i va actuar a Broadway. Losch va convidar amb el Ballet Theatre de Nova York en una obra d'Antony Tudor i a Londres va ballar coreografies Léonide Massine. La seva concepció més coneguda va ser "The Hand Dance" (una col·laboració amb el seu col·lega vienès, Hedy Pfundmayr), que apareix en un curtmetratge de dansa de Norman Bel Geddes. Entre els coreògrafs més destacats que van fer papers per a Losch hi ha Sir Frederick Ashton, Fred Astaire, George Balanchine, Heinrich Kroeller, Leonide Massine i Anthony Tudor.

## Segon matrimoni
Una greu depressió clínica va fer que Losch passés temps en un sanatori a Suïssa i abandonés la dansa. Va ser durant aquest temps que es va casar amb Henry Herbert, 6è comte de Carnarvon. Losch va començar a pintar, primer en aquarel·les i després en olis. Les seves primeres obres van ser autoretrats, però més tard va crear retrats d'amics com Anita Loos, Lotte Lenya i Kurt Weill, i va rebre ànims de Cecil Beaton. Carnarvon, conscient de la delicada salut de Losch, la va enviar als Estats Units, on va percebre que estaria segura del perill creixent de la guerra a Europa. Va muntar la seva primera exposició a la ciutat de Nova York el 1944 i va ser ben rebuda per la crítica; el destacat col·leccionista i fundador del museu Albert C. Barnes va comprar una de les obres de Losch del seu primer espectacle neerlandès.
Més tard, va combinar elements visuals de dansa en les seves pintures i sovint va col·locar els seus subjectes en un teló de fons que evocava escenes de la guerra a Europa. A mesura que es va desenvolupant el seu estil de pintura, va guanyar elogis. Les seves obres van ser finalment adquirides per la Tate de Londres i altres galeries.
El matrimoni de Losch amb Carnarvon va acabar en divorci el 1947 i va viatjar entre Londres i la ciutat de Nova York per la resta de la seva vida.

## La vida i els temps de Tilly
Un esbós biogràfic detallat de Tilly Losch es pot trobar al llibre de 2013 Catherine and Tilly: Porchey Carnarvon's Two Duped Wives, ISBN 9781905914258. Aquesta visió general de la vida i els temps de Losch tracta dels seus primers anys, de la seva carrera com a ballarina i estrella de cinema i de manera àmplia, reflexiona sobre els seus dos matrimonis fallits i esmenta els seus afers. El llibre va ser compilat per William Cross, escocès de la FSA, autor de The Life and Secrets of Almina Carnarvon, la sincera biografia de la sogra de Losch. El 2014, Cross va afegir una breu recopilació sobre Tilly titulada Tilly Losch 'Schlagobers': Sweet Fragments From Her Life, ISBN 9781905914272.

## Mort
Losch va morir de càncer a Nova York el 24 de desembre de 1975. Lord Carnarvon va estar entre els molts que es lamentaven al seu funeral. Va llegar molts dels seus documents personals, esbossos, pintures i fotografies als arxius Max Reinhardt de la Universitat de Binghamton, Universitat Estatal de Nova York.
Les cendres de Tilly són enterrades al recinte del castell de Leopoldskron, a prop de Salzburg.

## Filmografia
- 1936 The Garden of Allah (Irena)
- 1936 Limelight (Dancer)
- 1937 The Good Earth (Lotus)
- 1946 Duel in the Sun (Mrs. Chavez)